# Еготизам
Еготизам је нагон за одржавањем и увећавањем себи наклоњеног погледа, а генерално одражава надувано мишљење о личним особинама и важности особе у питању. Често укључује интелектуално, физичко, социјално и друго прецењивање.
Еготиста има преплављујући осећај централности ’себе’, то јест својих личних квалитета. Еготизам значи стављање себе у средиште свог света без забринутости за друге — укључујући оне „вољене” или који се сматрају „блискима”, у било којем другом смислу осим оног који субјективно одређује еготиста.

## Карактеристике
Еготизам је уско повезан са егоцентричном љубави према свом имагинарном ’ја’, или нарцизму — може се рећи да се „еготизмом може предвидети једна врста социјализованог нарцизма”. Еготисти имају јаку тенденцију да причају о себи на самопромовишући начин, а могу да буду и арогантни и хвалисави са грандиозним осећајем сопствене важности. Њихова немогућност да препознају постигнућа осталих приморава их на дубоко самоуздизање; тако осетљивост на критицизам може улогу еготисте да доведе до нарцистичког беса у смислу увређености.
Еготизам се разликује и од алтруизма (деловање у циљу добијања мањих вредности од оних које се дају) и од егоизма (константног трагања за сопственим интересима). Различите форме „емпиријског егоизма” сматрају се конзистентнима са еготизмом, али немају (што је такође случај и са еготизмом уопштено) за неопходно да се надувава осећај сопства.

## Развој
У развојном смислу, две прилично различите путање могу да се разликују што се тиче еготизма — једна индивидуална, друга културна.
По питању развијања појединца, кретање се дешава од егоцентричности до социјалности током процеса одрастања. Нормално је за дете да има надуван — готово величанствен — осећај еготизма. Прецењивање сопственог ега редовно се јавља у детињастим облицима љубави — углавном јер је беба или дете себи све, омнипотентно најбољем од свог личног знања.
Оптимални развој омогућава постепено помирење са више реалистичним погледом сопственог места у свету — смањивање еготистички натечене главе. Мање адекватно прилагођавање може касније да доведе до оног што се зове дефанзивни еготизам, који служи за пренадокнаду крхкости подложног концепта себе. Међутим, Робин Скинер је сматрао да у основи одрастање води стању где је „ваш его још увек ту, али заузима своје одговарајуће ограничено место међу осталим егоима”.
Како год, поред тако позитивне путање умањивања индивидуалног еготизма, прилично различит развојни лук може да се примети у културном аспекту — повезано са ониме што се види као повећање инфантилизма (детињастог понашања) код модерног или постмодерног друштва. И док је у 19. веку еготизам још увек био широко препознат као традиционални порок — за Натанијела Хоторна еготизам је био одређена врста болесне самоконтемплације (самопосматрања, самопроцењивања); романтизам је већ био покренуо компензаторну струју, што је Ричард Елдриџ описао као тип „културног еготизма, који замењује индивидуалну имагинацију нестанком социјалне традиције”. Романтичка идеја самоствореног индивидуалца — самоодобравања, уметничког еготизма/самољубља — потом је попримила шире друштвене димензије у наредном веку. Китс је још увек нападао Вордсворта за агресивну природу његовог повлачења у еготистички сублим/узвишеност; међутим, поткрај 20. века еготизам се ’оприродио’ у много ширим размерама — од ја генерације (енгл. "Me" generation) отишао је у културу нарцизма.
У 21. веку, романтички еготизам је виђен као храњење технокапитализма на два комплементарна начина: с једне стране, преко самоцентрираног посматрача, фокусираног на сопствено самообликовање преко бренда ’идентитета’; с друге стране, преко једнако егоистичних гласова ’аутентичног’ протеста, како се људи буне против ’машине’ само да би произвели нове форме комодитета (можда и конформитета) којима је намена покретање система за даљу потрошњу.

## Секс
Поставља се знак питања око односа између секса и еготизма. Сигмунд Фројд је изнео популарну тврдњу да љубав може да трансформише еготисту, дајући му или јој нови осећај понизности у односу према другима.
Међутим, у исто време је веома очигледно да се еготизам може лако показати и на сексуалне начине, и заиста нечија комплетна сексуалност може да функционише у служби еготистичних потреба.

## Етимологија
Термин еготизам је изведен из грчког (грч. εγώ) односно лазинизованог облика за „его” (лат. ego), што значи „ја” илити означава сопство; и суфикса -изам, који се користи за означавање система веровања или за означавање пракси и сл. Као такав, термин има аналогну етимологију као и егоизам.

## Примери у култури
- Ален Александер Милн је хваљен за своју јасну визију немилосрдног, отвореног, бестидног еготизма мале деце.[26]
- Рајан Холидеј је описао наше културне вредности као зависне од одобравања, као такве да су са правом и управљане нашим емоцијама, што је форма еготизма.[27]

### Цитирана библиографија
- Kowalski, Robin M., ур. (1997). Aversive Interpersonal Behaviors.
- Schmalhausen, D. (2004) [1928]. Why We Misbehave.
- Skynner, Robin; Cleese, John (1994). Families and how to survive them. London.
- Wilson, Scott (2006).  Waugh, Patricia, ур. Literary Theory and Criticism.